# Schefflera pedicellata
Schefflera pedicellata är en araliaväxtart som först beskrevs av Pav., och fick sitt nu gällande namn av Hermann August Theodor Harms. Schefflera pedicellata ingår i släktet Schefflera och familjen araliaväxter. Inga underarter finns listade.